# Brenschelbach

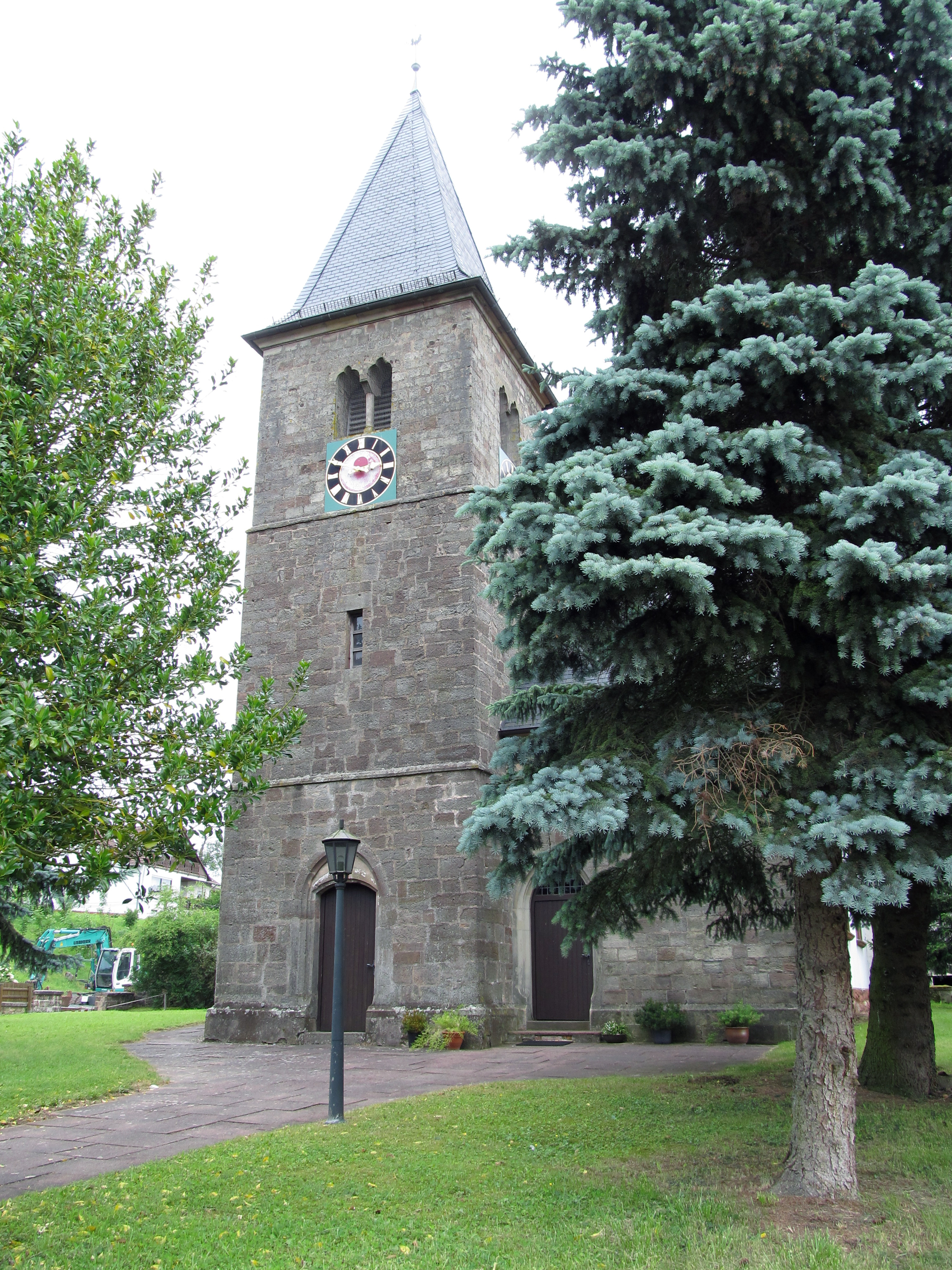
Die protestantische Kirche von Brenschelbach

Brenschelbach–Riesweiler (ⓘ) bezeichnet einen Stadtteil von Blieskastel im saarländischen Saarpfalz-Kreis. Er besteht aus drei Siedlungen mit ganz unterschiedlichem Charakter, nämlich Brenschelbach, Riesweiler und Brenschelbach-Bahnhof mit der Blumenauer Mühle. Bis Ende 1973 war Brenschelbach eine eigenständige Gemeinde im Landkreis Homburg.

## Geographie
Brenschelbach-Riesweiler liegt im Bliesgau rund 15 km südöstlich von Blieskastel in der südöstlichsten Ecke des Saarpfalz-Kreises in einer Grenzlage zu Rheinland-Pfalz und Frankreich. Riesweiler liegt auf einer Höhe von 315 m ü. NHN, Brenschelbach auf 266 m ü. NHN.

## Geschichte
Mit Einsetzen der schriftlichen Überlieferung wird „Brenstelbach“ in einer undatierten Grenzbeschreibung der Herrschaft Bitsch aus der Mitte des 12. Jahrhunderts genannt. Ein Prekarie-Vertrag zwischen dem Kloster Hornbach und einem Diuring vom 2. Februar 960 nennt eine „Riswillri marcha“ (Gemarkung von Riswillr), die mit dem kleineren Ortsteil Riesweiler identifiziert wird. Die beiden Orte fielen bei der Teilung der Grafschaft Zweibrücken um 1297 an die jüngere Linie Zweibrücken. 1314 gehörte Riesweiler zur Pfarrei Brenschelbach. Riesweiler fiel bereits im 14. Jahrhundert wüst. Die Blumenauer Mühle kam 1403 als Vermächtnis der Agnes Kesseler an das Kloster Hornbach.
Brenschelbach war im Dreißigjährigen Krieg ganz ausgestorben und wurde in den 1660er Jahren durch reformierte Schweizer Einwanderer neu besiedelt, Riesweiler dagegen zu Ende des 17. Jahrhunderts von katholischen Familien aus dem benachbarten Peppenkum und Medelsheim. Obwohl die beiden Orte weiter eine Gemeinde bildeten, blieb die konfessionelle Schranke bestehen. Riesweiler orientierte sich zur Parr hin, Brenschelbach nach Hornbach.
Brenschelbach und Riesweiler gehörten bis zur Französischen Revolution zur Schultheißerei Althornbach im pfalz-zweibrückischen Oberamt Zweibrücken. Ab 1793 wurde das Linke Rheinufer im Ersten Koalitionskrieg französisch besetzt. Von 1798 bis 1814 gehörten die Orte zum Kanton Neuhornbach im Departement Donnersberg. Im Jahr 1802 lebten 281 Einwohner im Brenschelbach und Riesweiler, davon 224 Reformierte, sieben Lutheraner, drei Mennoniten und 47 Katholiken.
Aufgrund der auf dem Wiener Kongress getroffenen Vereinbarungen kam das Gebiet im Juni 1815 zunächst zu Österreich und wurde 1816 auf der Grundlage eines Staatsvertrags an das Königreich Bayern abgetreten. Unter der bayerischen Verwaltung gehörten die Orte von 1817 an zum Landkommissariat Zweibrücken im Rheinkreis, ab 1862 zum Bezirksamt Zweibrücken.
1920 kam Brenschelbach mit der Abtrennung des Saargebiets zum Bezirksamt Homburg. 1937 wurde es dem Bürgermeisteramt Altheim angeschlossen, im Jahre 1950 wieder selbständiges Bürgermeisteramt.
Im Rahmen der saarländischen Gebiets- und Verwaltungsreform wurde die bis dahin eigenständige Gemeinde Brenschelbach am 1. Januar 1974 der Stadt Blieskastel zugeordnet. Brenschelbach(-Riesweiler) ist seitdem ein Stadtteil und ein Gemeindebezirk.

## Sehenswertes
Der Turm der protestantischen Kirche in Brenschelbach stammt aus dem 13./14. Jahrhundert. Er zählt zur Gruppe der sogenannten „Hornbacher Türme“. Das ursprüngliche Satteldach wurde 1904 in ein Dach mit Helmspitze umgewandelt. Im Erdgeschoss des Turmes, der aus Quadermauerwerk besteht, ist noch das Kreuzrippengewölbe zu sehen. Die Turmtür hatte ehedem einen Spitzbogen, der aber 1722 zu einem Stichbogen verändert wurde. Das Langhaus der Kirche wurde 1928/29 von der Gemeinde errichtet. Die schlichte Halle mit Chorraum wurde nach Plänen des Bezirksbaurates Müller aus Homburg erbaut. Im Zweiten Weltkrieg erlitt das Kirchengebäude schwere Beschädigungen, die bis 1950 behoben waren. 1976 erfolgte die letzte größere Renovierung der Kirche.
Am Ormersweiler Weg, außerhalb des Ortes in Richtung deutsch-französischer Staatsgrenze, steht der sogenannte „Schwedenstein“. Dabei handelt es sich um einen alten Grenzstein, auf dem sich auf beiden Seiten die Jahreszahl 1597 befindet. Auf der französischen und ehemals herzoglich lothringischen Seite ist das lothringische Doppelkreuz eingemeißelt, auf der deutschen und ehemals fürstlich pfalz-zweibrückischen Seite ein Wappenschild mit Rautenmuster und die Buchstaben PZ für Pfalz-Zweibrücken. Den Namen „Schwedenstein“ erhielt das alte Grenzzeichen aufgrund einer Sage, nach der im Dreißigjährigen Krieg die schwedischen Truppen genau bis zu dieser Stelle vorgedrungen sein sollen.

## Naturschutz
Entlang des Schwalbbaches an der deutsch-französischen Grenze liegt das Naturschutzgebiet Schwalbaue.

## Politik
Ergebnis der Bundestagswahl vom 24. September 2017.
- CDU: 25,7 %
- SPD: 41,3 %
- Die Linke: 10,0 %
- Grüne: 1,7 %
- AFD: 14,8 %
- FDP: 3,0 %
- Andere: 3,5 %

Die Wahlbeteiligung lag bei 72,9 %
Am 23. Februar 2012 wurde Yvonne Malter (SPD) als Nachfolgerin von Alexander Guth vom Brenschelbacher Ortsrat zur neuen Ortsvorsteherin gewählt.

## Verkehr
Von 1916 bis 1945 war Brenschelbach Endpunkt der in Zweibrücken beginnenden Hornbachbahn.